# Erik Lund (regista)
Erik Lund, nato Manfred Liebenau (Berlino, 16 settembre 1893 – 1935 circa), è stato un regista e produttore cinematografico tedesco del cinema muto.

## Biografia
Nato a Berlino nel 1893 come Manfred Liebenau, dopo la laurea intraprese una carriera di architetto. Alla fine della guerra, però, accettò di lavorare per il regista e produttore Joe May di cui sposò la figlia, la sedicenne Eva May. Produsse i suoi primi film con il regista Adolf Gärtner e cambiò il proprio nome in quello di Erik Lund. Diventato regista, mise in cantiere una serie di pellicole di intrattenimento molte delle quali avevano come protagonista la giovanissima moglie. Questi film diedero una grande popolarità all'attrice presso il pubblico dell'epoca. Lund diresse numerosi attori già noti o che sarebbero diventati di lì a poco dei grandi nomi del cinema tedesco, come Hans Albers (Sadja, 1918) e Conrad Veidt. Nel contempo, Lund era anche produttore della gran parte dei suoi film con la casa di produzione berlinese Ring-Film GmbH.
Dal 1922, dopo il divorzio dalla moglie (che avrebbe sposato altri due registi e poi si sarebbe suicidata nel 1924 a soli ventidue anni), Lund non trovò più lavoro se non come direttore di produzione di un paio di film sonori nel 1930. Da quel momento, di lui si perde ogni traccia. Presumibilmente, essendo di origine ebraica, lasciò la Germania all'avvento del nazismo e la sua cittadinanza tedesca venne annullata

## Filmografia

### Regista
- Sadja, co-regia di Adolf Gärtner (1918)
- Die verwunschene Prinzessin (1919)
- Das törichte Herz (1919)
- Die Bodega von Los Cuerros (1919)
- Fuoco fatuo (Irrlicht) (1919)
- Die goldene Lüge (1919)
- Nur ein Diener (1919)
- Stürme - Ein Mädchenschicksal (1919)
- Staatsanwalt Jordan (1919)
- Schwarze Perlen (1919)
- Eines Mannes Wort (1919)
- La fata di Saint Menard (Die Fee von Saint Ménard) (1919)
- Die Braut des Entmündigten (1919)
- Der Weltmeister (1919)
- Der Schwur (1919)
- Der letzte Sonnensohn (1919)
- Das Herz des Casanova (1919)
- Das Gebot der Liebe (1919)
- Artistentreue (1919)
- Allerseelen (1919)
- Schloß Einöd (1920)
- Im Wirbel des Lebens (1920)
- Der König von Paris, 1. Teil - Die Geschichte des André Lifou (1920)
- Der König von Paris, 2. Teil - Die Geschichte des André Lifou (1920)
- Präsident Barrada, co-regia (non accreditato) Joseph Delmont (1920)
- Verbotene Liebe (1920)
- Alfred von Ingelheims Lebensdrama (1921)
- Die Geschichte von Barak Johnson (1921)
- Der Silberkönig, 1. Teil - Der 13. März (1921)
- Der Silberkönig, 2. Teil - Der Mann der Tat (1921)
- Der Silberkönig, 3. Teil - Claim 36 (1921)
- Der Silberkönig, 4. Teil - Rochesterstreet 29 (1921)
- Die Geschichte des grauen Hauses 1 - Episode: Der Mord aus verschmähter Liebe (1921)
- Die Geschichte des grauen Hauses - 2. Episode: Der Mord aus Verworfenheit (1921)
- Die Geschichte des grauen Hauses - 3. Episode: Der Mord aus Verzweiflung (1921)
- Die Geschichte des grauen Hauses - 4. Episode: Der Mord aus Habsucht (1921)
- Der Bekannte Unbekannte (1922)
- Wenn die Maske fällt (1922)
- Die Lüge eines Sommers (1922)
- Das Geheimnis von Schloß Ronay (1922)

### Produttore
- Erträumtes, regia di Adolf Gärtner (1918)
- Sadja, regia di Adolf Gärtner e di Erik Lund (1918)
- Der Gattestellvertreter, regia di Adolf Gärtner (1918)
- Das Gerücht, regia di Adolf Gärtner (1918)
- Die verwunschene Prinzessin, regia di Erik Lund (1919)
- Das törichte Herz, regia di Erik Lund (1919)
- Die Bodega von Los Cuerros, regia di Erik Lund (1919)
- Die goldene Lüge, regia di Erik Lund (1919)
- Nur ein Diener, regia di Erik Lund (1919)
- Stürme - Ein Mädchenschicksal, regia di Erik Lund (1919)
- Staatsanwalt Jordan, regia di Erik Lund (1919)
- Schwarze Perlen, regia di Erik Lund (1919)
- Die Fee von Saint Ménard, regia di Erik Lund (1919)
- Die Braut des Entmündigten, regia di Erik Lund (1919)
- Der Weltmeister, regia di Erik Lund (1919)
- Der Schwur, regia di Erik Lund (1919)
- Das Herz des Casanova, regia di Erik Lund (1919)
- Das Gebot der Liebe, regia di Erik Lund (1919)
- Wenn die Maske fällt, regia di Erik Lund (1922)
- Götz von Berlichingen zubenannt mit der eisernen Hand, regia di Hubert Moest (1925)